# Анатомия страсти (сезон 8)
Восьмой сезон американской телевизионной медицинской драмы «Анатомия страсти» стартовал 22 сентября 2011 года. Сезон состоит из 24 эпизодов. После долгих раздумий о финале сериала, его создатель и продюсер Шонда Раймс заявила, что восьмой сезон не будет последним. Между тем Патрик Демпси, исполняющий роль доктора Дерека Шеппарда объявил, что покидает шоу в финале восьмого сезона. Позже однако он изменил своё мнение и подписал контракт ещё на два сезона вместе с другими актёрами шоу. Приглашёнными актёрами сезона стали Элфри Вудард, Мэрилу Хеннер, Дебби Аллен и т. д.

## Сюжет
Сезон в основном фокусировался на сюжетной линии Дерека и Мередит, пытающихся спасти свой брак и усыновить ребёнка, а также измене Оуна Кристине. Финал сезона закончился клиффхэнгером, в котором погибла Лекси, а жизнь остальных была в опасности.

## Актёры и персонажи
| - Эллен Помпео — Мередит Грей - Сандра О — Кристина Янг - Джастин Чэмберс — Алекс Карев - Чандра Уилсон — Миранда Бейли - Джеймс Пикенс мл. — Ричард Веббер - Сара Рамирес — Кэлли Торрес - Эрик Дэйн — Марк Слоан - Кайлер Ли — Лекси Грей - Кевин Маккид — Оуэн Хант - Джессика Кэпшоу — Аризона Роббинс - Ким Рейвер — Тедди Альтман - Сара Дрю — Эйприл Кэпнер - Джесси Уильямс — Джексон Эйвери - Патрик Демпси — Дерек Шепард | - Джела К. Мур — Зола - Скотт Фоли — Генри Бертон - Лоретта Дивайн — Адель Веббер - Джейсон Джордж — Бен Уоррен - Дэниэл Санжата — Элай - Дебби Аллен — Кэтрин Эйвери - Джанора Макдаффи — Джанет - Холли Фэйн — Джулия Каннер - Аманда Фуллер — Морган Питерсон - Саммер Глау — Эмили Ковач - Николь Камминс — Николь - Кейт Уолш — Эддисон Монтгомери - Катерина Скорсоне — Амелия Шепард |

## Эпизоды
| № общий | № в сезоне | Название                                                       | Режиссёр            | Автор сценария             | Дата премьеры    | Зрители в США (млн) |
| --- | ---------- | -------------------------------------------------------------- | ------------------- | -------------------------- | ---------------- | ------------------- |
| 149 | 1          | «Free Falling» «Свободное падение»                             | Роб Корн            | Тони Филан и Джоан Рэтер   | 22 сентября 2011 | 10,38               |
| Ординаторы 5-го года обучения приходят на первый день своего последнего года в программе, от которого и будет зависеть, как сложится их карьера. Мередит сталкивается с последствиями нарушения правил клинического испытания Дерека — она уволена с работы. Эйприл пытается приступить к обязанностям главного ординатора. В центре Сиетла образуется дыра посреди дороги, Оуэн и Келли выезжают на место. Кристина и Оуэн все ещё испытывают совершенно разные чувства к своему нерожденному ребёнку. |            |                                                                |                     |                            |                  |                     |
| 150 | 2          | «She's Gone» «Она ушла»                                        | Тони Филан          | Дебора Кан                 | 22 сентября 2011 | 10,38               |
| Новости о нестабильных отношениях Мередит и Дерека заставляют службу усыновления задуматься о дальнейшей судьбе Золы. Алекс быстро понимает, что он стал изгоем после того, как выдал Мередит. Кристина принимает трудное решение, которое решит судьбу её незапланированной беременности. А в это время Тедди обеспокоена - шеф Веббер кладет Генри в больницу для срочной операции. Шеф берет всю вину на себя и возвращает Мередит работу, говоря, что это он поменял конверты. |            |                                                                |                     |                            |                  |                     |
| 151 | 3          | «Take the Lead» «Возьми командование на себя»                  | Чандра Уилсон       | Уильям Харпер              | 29 сентября 2011 | 10,20               |
| Шеф принимает решение, которое решит судьбу его карьеры и шокирует всю больницу Сиэтл Грейс. Кристина и Оуэн пытаются наладить свои отношения, а Эйприл продолжает попытки справиться с новой ролью старшего ординатора. Ординаторы пятого года получили право провести свои первые самостоятельные операции, и они ещё раз убедятся в том, что даже самые простые процедуры далеко не всегда оказываются такими уж легкими. |            |                                                                |                     |                            |                  |                     |
| 152 | 4          | «What Is It About Men» «О мужчинах»                            | Том Верика          | Стейси МакКи               | 6 октября 2011   | 8,70                |
| Врачей Сиэтл Грейс ждет очень непростая смена — из-за давки на фестивале комиксов в больнице наблюдается наплыв очень оригинальных персонажей, тем самым размывая границы между фантазией и реальностью. Марк показывает свою мягкую сторону, оставшись нянчить Софию на время того, как Аризона и Келли уедут из города на пару дней; но на работе он продолжает предвзято относиться к Джексону. Бен решил вернуться на работу в отделение скорой помощи, он узнаёт, что медбрат Илай и Бэйли вместе. Врачи-мужчины собираются у Дерека строить веранду, они обсуждают свои проблемы с женами и работой. |            |                                                                |                     |                            |                  |                     |
| 153 | 5          | «Love, Loss and Legacy» «Любовь, потеря и наследие»            | Стивен Крэгг        | Дениз Ман                  | 13 октября 2011  | 9,97                |
| Ординаторы изо всех сил стараются произвести впечатление на известного хирурга Кэтрин Эйвери, мать Джексона. Она приехала в больницу Сиэтл Грейс, чтобы провести необычную трансплантацию. Аризона и Алекс столкнутся с непростым вопросом конфиденциальности, когда в отделении «скорой» появится их знакомый пациент. А в это время, влюблённая Тедди устраивает праздничный ужин для своих знакомых пар, а Бэйли принимает решение насчет своей личной жизни. |            |                                                                |                     |                            |                  |                     |
| 154 | 6          | «Poker Face» «Покер фейс»                                      | Кевин МакКидд       | Питер Новалк               | 20 октября 2011  | 9,54                |
| Когда хирурги один за другим отказываются работать с Мередит, она, с помощью Лекси, пытается заинтересовать Дерека редкой опухолью мозга своего пациента и втайне помогает Эйприл с клиническим исследованием Бэйли. Когда планы Келли сблизить Аризону и Марка осуществились, она понимает, что их дружба её больше раздражает, чем радует. Алекс и Тедди сосредоточены на поисках альтернативной операции для своего пациента, который не хочет иметь большой шрам, а Келли и Кристине предстоит провести очень сложную операцию на позвоночнике. |            |                                                                |                     |                            |                  |                     |
| 155 | 7          | «Put Me In, Coach» «Тренер»                                    | Дебби Аллен         | Джанин Рэншоу              | 27 октября 2011  | 9,93                |
| Оуэн подчеркивает важность командной работы и перемещает свою руководящую роль на бейсбольное поле, когда он подписывает врачей на лигу бейсбола, столкнув их с самым большим конкурентом, Сиэтл пресвитерианским; Лекси пытается скрыть её ревность, когда она видит Марка с новой женщиной, но её эмоции лучше говорят о ней. Алекс борется, чтобы сохранить Золу в Сиэтл Грейс после того, как предложено перевести её в другую больницу из-за конфликта интересов с Мередит и Дерек, Ричард ругает Бэйли и Мередит за их вражду. |            |                                                                |                     |                            |                  |                     |
| 156 | 8          | «Heart-Shaped Box» «Коробочка в форме сердца»                  | Джессика Ю          | Остин Газман               | 3 ноября 2011    | 9,52                |
| Врачи окунаются в ностальгию, когда мать Джорджа О’Мэлли, Луиза, возвращается в Сиэтл Грейс за медицинской помощью после неудачных операций в соседней больнице; резиденты вдохновлены медицинским чудом — сердцем, которое продолжает биться вне тела; к Аризоне приезжает кандидат на стипендию, что заставляет Алекса чувствовать себя под угрозой; Джексон позволяет подозрениям о Марке и Лекси влиять на свою работу; Генри и Тедди переживают их первое семейное побоище, когда он решил поступить в медицинскую школу. |            |                                                                |                     |                            |                  |                     |
| 157 | 9          | «Dark Was the Night» «Ночь темна»                              | Эллисон Лидди-Браун | Дебора Кан                 | 10 ноября 2011   | 11,29               |
| Тедди оставляет жизнь мужа в руках своих коллег, когда Генри отправляется на операционный стол, а она занята другой важной операцией. Мередит и Дерек получают долгожданное известие о Золе. Келли и Джексон попали под огонь критики, когда у пациентки возникают неожиданные послеоперационные осложнения; Мередит и Алекс вовлечены в ситуацию, угрожающую жизни, когда они едут в Сиэтл Грейс из соседней больницы с больным новорождённым. |            |                                                                |                     |                            |                  |                     |
| 158 | 10         | «Suddenly» «Внезапно»                                          | Рон Андервуд        | Стейси МакКи               | 5 января 2012    | 12,12               |
| Тяжёлая автокатастрофа с участием всей семьи, которая в результате приводит к неожиданному исходу, так как старшая дочь должна сделать самые важные решения в своей жизни. Между тем Тедди, все ещё в неведении о смерти Генри, вызывает Кристину, чтобы та помогла ей с пациентом в операционной, а Лекси обнаруживает, что ей придется работать вместе с новой подругой Марка, Джулией, во время операции на глазу. Служба опеки отдает Золу Мередит и Дереку. |            |                                                                |                     |                            |                  |                     |
| 159 | 11         | «This Magic Moment» «Этот волшебный момент»                    | Стив Робин          | Зоанн Клак                 | 12 января 2012   | 10,71               |
| Хирурги «Сиэттл Грейс» разбиваются на команды для проведения рискованной операции на сиамских близнецах; Бэйли использует Мередит в качестве буфера между собой и Беном, когда тот пытается перевести их отношения на новый, более серьёзный уровень; Ричард преподаёт Алексу тяжёлый урок в операционной, а Тедди продолжает расспрашивать Кристину об обстоятельствах смерти Генри во время её операции. |            |                                                                |                     |                            |                  |                     |
| 160 | 12         | «Hope for the Hopeless» «Надежда для безнадежных»              | Марк Джексон        | Питер Ноуолк               | 19 января 2012   | 9,42                |
| Ричард проводит свою 10-тысячную операцию на парочке сварливых сестёр, поступивших в больницу для пересадки печени; Дерек и Лекси берутся помочь юному пациенту с нейробластомой, которую остальные врачи сочли неоперабельной. Тедди с Кристиной идут наперекор приказам Оуэна, пытаясь увести пациента у Алекса и другого кардиохирурга, доктора МакКуина; Эллис Грей вновь напоминает о себе, когда Мередит пытается наконец определиться со специальностью; Адель снова попадает в больницу после того, как её находят бесцельно бродящей по улицам города. Мередит готовит праздник в честь дня рождения Золы. |            |                                                                |                     |                            |                  |                     |
| 161 | 13         | «If/Then» «Если/Тогда»                                         | Жанно Шварц         | Уильям Харпер              | 2 февраля 2012   | 9,71                |
| Мередит укладывает Золу спать и вдруг задумывается: что было бы, не заболей её мать болезнью Альцгеймера, будь у неё заботливые, любящие родители - Эллис Грей и Ричад Веббер? Ей предоставляется возможность это узнать, и счастливая Мередит Грей меняет знакомый и привычный нам мир «Сиэттл Грейс». Что, если бы она не встретила Дерека в баре, и он бы так и не развёлся с Эддисон? Что, если бы Оуэн и Келли полюбили друг друга раньше, чем им повстречались Аризона и Кристина? Что если любовью Мередит был не Дерек, а Алекс и они были бы обручены. Что если Кристина не была бы лучшей подругой Мередит, а была её конкуренткой. Что, если Бэйли так и не смогла бы эволюционировать от забитого услужливого интерна, каким была когда-то? Что если Лекси не стала бы врачом и хирургом, а была бы наркоманкой мать которой умерла, а отец покончил с собой? |            |                                                                |                     |                            |                  |                     |
| 162 | 14         | «All You Need Is Love» «Всё, что нам нужно — это любовь»       | Роб Корн            | Джаннин Реншоу             | 9 февраля 2012   | 10,27               |
| Дерек и Мередит планируют устроить романтический вечер и побыть наедине в День Св. Валентина, а Лекси предлагает им остаться присмотреть за Золой. Келли перекладывает родительские обязанности на Марка, чтобы она могла провести День Влюблённых с Аризоной; Бен доказывает Бэйли, что он знает её намного лучше, чем ей кажется; тем временем в больницу поступает всё больше пациентов, пострадавших из романтических побуждений, например, 10-летняя девочка с острой аллергической реакцией на шоколад, подаренный её возлюбленным, и мужчина, которого сбила машина, пока он пытался догнать свою расстроенную девушку, не получившую предложения от него. |            |                                                                |                     |                            |                  |                     |
| 163 | 15         | «Have You Seen Me Lately?» «Вы видели меня в последнее время?» | Тони Филан          | Остин Газман               | 16 февраля 2012  | 8,31                |
| Отчаявшись спасти Эрике жизнь, Амелия приезжает в Сиэттл и умоляет Дерека помочь. Ссоры между Оуэном и Кристиной не утихают и на приёме у психолога по семейным делам. До Алекса наконец доходит простая истина: чтобы стать хорошим врачом, ему следует развивать в себе и человеческие качества. Мередит выпадает шанс отличиться, когда в больницу привозят мужчину с рукой, застрявшей в мясорубке. Бейли против операции, которую хотят провести Слоан и Эйвери на её пациентке. Тем временем все ординаторы продолжают готовиться к устным экзаменам. |            |                                                                |                     |                            |                  |                     |
| 164 | 16         | «If Only You Were Lonely» «Если бы вы были одиноки»            | Сьюзан Вэйлл        | Мэтт Бирн                  | 23 февраля 2012  | 9,06                |
| Болезнь Адель продолжает прогрессировать, и Ричард начинает обдумывать изменения, которые он вынужден будет внести в сложившейся ситуации. В больницу поступают жертвы взрыва в небольшом местном кафе. Келли берёт Мередит под своё крылышко и помогает ей в подготовке к экзаменам. Лекси присоединяется к команде Аризоны и Алекса, на попечении которых оказался недоношенный ребёнок интерна Морган. Когда Джексон срывается и грубит пациенту, Марк демонстрирует ему другие способы выпустить пар. Тем временем Кристина позволяет подозрительности взять над собой верх. |            |                                                                |                     |                            |                  |                     |
| 165 | 17         | «One Step Too Far» «Слишком поздно»                            | Эд Орнелас          | Уильям Харпер              | 15 марта 2012    | 9,62                |
| Дерек пытается уговорить сомневающуюся Мередит снова работать с ним в нейро. В Сиэттл Грейс опять приедет мать Джексона, Кетрин Эйвери. А Кристина начнет относиться с огромным подозрением к каждому шагу Оуэна. |            |                                                                |                     |                            |                  |                     |
| 166 | 18         | «The Lion Sleeps Tonight» «Лев сегодня спит»                   | Марк Джексон        | Стейси Макки               | 5 апреля 2012    | 8,19                |
| В Сиэтле на свободу вырывается лев, ставя под угрозу жизни людей. Лекси ненароком слышит слова Марка о том, что он готов съехаться с Джулией. Тедди начинает понемногу свыкаться со смертью Генри. Келли допрашивает Аризону о её бывших. Алекс просит снять его с дела Томми, потому что Морган становится слишком зависима от него. Мередит старается поддержать Кристину в то время, как её и без того тяжёлые отношения с Оуэном достигают точки кипения. |            |                                                                |                     |                            |                  |                     |
| 167 | 19         | «Support System» «Система поддержки»                           | Эллисон Лидди-Браун | Хизер Митчелл              | 12 апреля 2012   | 8,85                |
| Разбитая горем Кристина заставляет Оуэна раскрыть интимные подробности его измены, Марк становится шефом, пока Оуэн якобы болеет, он также пытается навязать своё мнение относительно пересадки нескольких органов одному пациенту. Келли считает, что Мередит вполне готова к экзамену, но остальных не покидает волнение перед ним. Аризона, Келли и Бэйли решают устроить девичник для Тедди. |            |                                                                |                     |                            |                  |                     |
| 168 | 20         | «The Girl with No Name» «Девушка без имени»                    | Рон Андервуд        | Питер Ноуолк               | 19 апреля 2012   | 9,82                |
| Врачи «Сиэттл Грейс» работают с пострадавшей, которую, как оказалось, похитили несколько лет назад. Когда начинаются собеседования для получения стипендии и участия в программах, Кристина оказывается самой востребованной из всех ординаторов. Тем временем Ричарда навещает Адель в Роуз-Ридж, где его ожидают неприятные новости. |            |                                                                |                     |                            |                  |                     |
| 169 | 21         | «Moment of Truth» «Момент истины»                              | Чандра Уилсон       | Закийя Александер          | 26 апреля 2012   | 9,45                |
| После пяти лет практики ординаторы едут в Сан-Франциско на устный экзамен. Искра между Кэтрин и Ричардом вспыхивает вновь, когда они сталкиваются в гостинице. Бейли вмешивается в спор Тедди и Оуэна; Марк пытается завербовать Лекси для одного из своих дел, Алекс себя чувствует виноватым за то, что он не может быть в больнице, а Томми становится всё хуже и хуже. Мередит подхватила кишечный грипп от Золы. |            |                                                                |                     |                            |                  |                     |
| 170 | 22         | «Let the Bad Times Roll» «Пусть плохие времена пройдут»        | Кевин МакКидд       | Мэтт Бирн                  | 3 мая 2012       | 9,24                |
| Ординаторы беспокоятся о своих экзаменах и пытаются прокрутить их вновь и вновь, восстанавливая те ответы, которые они дали. Известно, что один из ординаторов не сдал экзамен. Кепнер совершила отчаянный поступок, который не дает ей покоя. Друг детства Аризоны приходит к ней в больницу за помощью, в то время как все остальные врачи работают над пациентом, который потерял 1/3 черепа. Джулия пытается поговорить с Марком об их будущей семье и детях. |            |                                                                |                     |                            |                  |                     |
| 171 | 23         | «Migration» «Миграция»                                         | Стивен Крэгг        | Марк Уилдинг и Дженна Бэнс | 10 мая 2012      | 9,82                |
| Ординаторы пытаются решить, как им быть дальше: где лучше работать и жить? Сложнее всех Кепнер, потому что именно она не сдала экзамен. Марк признается Дереку, что пока не может принять определённую позицию между любовью Лекси и тем, что Джулия может дать ему все, о чём он мечтал всю жизнь. Бен планирует что-то очень интересное для Бейли, но она оказывается слишком загруженной работой. Аризона пытается склонить Ника (друга детства) к операции. В это время парочка молодоженов попадает в госпиталь со странными симптомами. |            |                                                                |                     |                            |                  |                     |
| 172 | 24         | «Flight» «Полёт»                                               | Роб Корн            | Шонда Раймс                | 17 мая 2012      | 11,44               |
| Дерек, Мередит, Кристина, Лекси, Марк и Аризона разбиваются на самолёте и оказываются в лесу. У каждого из них оказываются различные тяжелые травмы. У Мередит рана бедра от осколка стекла, у Кристины вывих плеча, у Дерека серьезное повреждение левой руки, из-за того что при падении его рука застряла в куске металла от корпуса самолёта, у Аризоны открытый перелом левой ноги, у Марка тампонада сердца и другие повреждения внутренних органов, хотя первое время адреналин держит его на ногах, и он не отключается и даже пытается вытащить Лекси, застрявшую под куском хвоста самолёта, но повреждения Лекси слишком тяжелые, и она умирает. А пилот самолёта — Джерри — парализован ниже пояса и имеет травму головы. Он говорит, что искать их начнут где-то через четыре часа. Над лесом летит вертолёт, но они не могут подать сигнал, и вертолёт улетает. В Сиэтле никто не знает, что самолёт разбился. Оуэн увольняет Тедди, потому что она больше не может работать в больнице, где умер её муж. Ричард устраивает праздничный ужин для новоиспечённых докторов, а Дерек, Мередит, Кристина, Марк и Аризона встречают ночь в лесу. |            |                                                                |                     |                            |                  |                     |

## Выпуск на DVD
| Анатомия страсти: Полный восьмой сезон — Необычайные моменты                                                        | | | | | |
| Детали комплекта | Детали комплекта | Детали комплекта | Особенности | Особенности | Особенности |
| - 24 эпизода (1 расширенный) - Комплект из 6-ти дисков - Английский (Dolby Digital 5.1 Surround) - Аудиокомментарии | - 24 эпизода (1 расширенный) - Комплект из 6-ти дисков - Английский (Dolby Digital 5.1 Surround) - Аудиокомментарии | - 24 эпизода (1 расширенный) - Комплект из 6-ти дисков - Английский (Dolby Digital 5.1 Surround) - Аудиокомментарии | - Путешествие домой с Кевином Маккидом - Расширенный эпизод — «If/Then» - Удалённые сцены - Швы: Невыпущенные сцены восьмого сезона | - Путешествие домой с Кевином Маккидом - Расширенный эпизод — «If/Then» - Удалённые сцены - Швы: Невыпущенные сцены восьмого сезона | - Путешествие домой с Кевином Маккидом - Расширенный эпизод — «If/Then» - Удалённые сцены - Швы: Невыпущенные сцены восьмого сезона |
| Даты релиза | | | | | |
| Регион 1 | Регион 1 | Регион 2 | Регион 2 | Регион 4 | Регион 4 |
| 4 сентября 2012 | 4 сентября 2012 | 3 декабря 2012 | 3 декабря 2012 | 17 октября 2012 | 17 октября 2012 |